# Зак, Авенир Григорьевич
Авени́р Григо́рьевич Зак (настоящее имя — (Авраа́м Ге́ршевич Зак; ); 20 октября 1919, Бердянск — 11 июля 1974) — советский киносценарист и драматург.

## Биография
Авраам Зак родился 20 октября 1919 года в Бердянске (ныне Запорожская область Украины).
Окончил режиссёрский факультет ВГИКа (мастерская Эйзенштейна, 1944). Работал помощником режиссёра. Участник Великой Отечественной войны, призван в армию в 1944 году.
Литературным дебютом Зака стала обработка сценария Евгения Шварца «Первоклассница» для кружков художественной самодеятельности. С 1950 года он писал исключительно в соавторстве с Исаем Кузнецовым. Член КПСС с 1957 года.
Авенир Зак и Исай Кузнецов создали ряд пьес и киносценариев, некоторые из них стали заметными явлениями в советском театральном и киноискусстве. Так, одним из наиболее ярких спектаклей раннего «Современника» стала постановка Олегом Ефремовым их пьесы «Два цвета» в 1959 году. В снятом по их совместному сценарию фильме «Москва — Кассиопея» Зак и Кузнецов сыграли эпизодические роли академиков (оба не были указаны в титрах).
В 1971—1972 годах читал курс «Драматургия детского фильма» на режиссёрском и сценарном отделениях Высших курсов сценаристов и режиссёров.
Скончался 11 июля 1974 года.

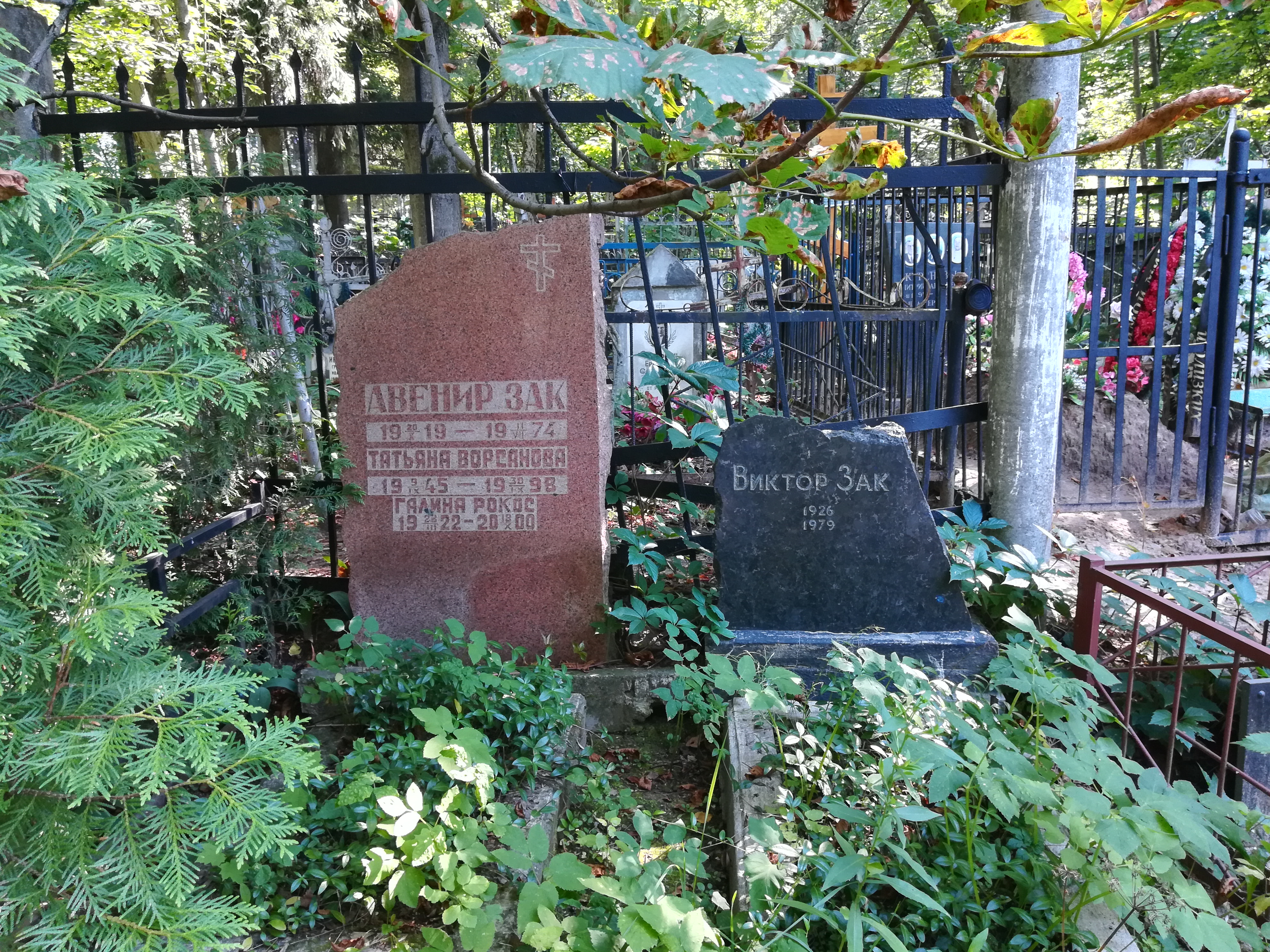

Похоронен на Переделкинском кладбище.

## Семья
Дочь — Татьяна Авраамовна Ворсанова (1945—1998), переводчица художественной литературы с французского языка.
Брат — Виктор Григорьевич Зак (1926—1979), режиссёр-документалист.

## Сочинения

### Драматургия
Все книги написаны в соавторстве с И. К. Кузнецовым.
- Вперёд, отважные!: Пьеса. М.; Л., 1952.
- Сказка о сказках. М., 1957.
- Сказка про сказки: Волшебное представление. М., 1957.
- Единственный племянник. М., 1962.
- Солнечное сплетение. М., 1962.
- Приглашение к подвигу: Комедия. М., 1965.
- Приключения Витторио: Героическая комедия. М., 1968.
- Пропало лето; Спасите утопающего: Юмористические киноповести. М., 1968.
- Солнечное сплетение: Пьесы. М., 1968.
- Пятнадцатая весна: Пьеса. М., 1972.
- Весенний день тридцатого апреля. М., 1974.
- Два цвета: Пьесы. М., 1976.

### Сценарии
Все сценарии написаны в соавторстве с Исаем Кузнецовым.
- 1959 — Колыбельная
- 1963 — Пропало лето
- 1966 — Утренние поезда
- 1967 — Спасите утопающего
- 1968 — Любить… (один из сюжетов)
- 1969 — Мой папа — капитан
- 1971 — Достояние республики
- 1973 — Москва — Кассиопея
- 1974 — Отроки во Вселенной
- 1975 — Пропавшая экспедиция

## Награды
- Государственная премия РСФСР имени братьев Васильевых (1977) — за сценарии фильмов «Москва — Кассиопея» и «Отроки во Вселенной» (посмертно).